# Galoppwechsel
Ein Galoppwechsel beim Reiten ist ein Wechsel des Pferdes vom Links- in den Rechtsgalopp (oder umgekehrt). Wird dabei zum Schritt durchpariert und nach ein paar Schritten wieder angaloppiert, spricht man von einem einfachen Galoppwechsel. Von einem fliegenden Galoppwechsel spricht man, wenn das Pferd den Wechsel in der Schwebephase des Galopps durchführt. Diese Lektion wird ab Dressurprüfungen der Klasse M verlangt.

## Voraussetzungen für den fliegenden Galoppwechsel
Das Pferd muss "den versammelten Galopp, den einfachen Galoppwechsel, den Außengalopp und Übergänge im Galopp auf beiden Händen sicher und durchlässig beherrschen", um den fliegenden Galoppwechsel durchführen zu können.

## Durchführung
Die Fußfolge für einen fliegenden Galoppwechsel vom Links- in den Rechtsgalopp ist wie folgt: rechts hinten – rechts vorne und links hinten – links vorne – Schwebephase – links hinten – links vorne und rechts hinten – rechts vorne. Man sagt, das Pferd soll von hinten nach vorne durchspringen. Pferde, die sich frei auf der Weide bewegen, führen ständig fliegende Galoppwechsel aus. Schwierig wird die Übung erst, wenn das Pferd den Galoppwechsel auf Befehl des Reiters präzise auf den Punkt ausführen muss.
In der Regel wird dieser Wechsel "auf geraden Linien geritten". Wichtig sind schwungvolle Übergänge im Galopp und "dass das Pferd lernt, den Galoppwechsel gelassen, gerade und energisch bergauf durchzuspringen".
Folgende Lektionen dienen der Übung des fliegenden Galoppwechsels:
- an der langen Seite aus dem Handgalopp Wechsel in den Außengalopp
- fliegender Wechsel aus einer Kehrtvolte
- fliegender Wechsel aus einer Galopptraversale zum Hufschlag hin
- Reiten im Außengalopp auf dem Zirkel und Wechsel zum Handgalopp

Fliegende Galoppwechsel können also auch auf gebogenen Linien, wie Zirkeln, geritten werden; dies ist aber anspruchsvoller und dient dazu die Geraderichtung zu fördern. Hierbei muss das Pferd vom bequemeren Innengalopp oder Handgalopp in den anstrengenderen Außengalopp springen.
Eine weitere Steigerung des Schwierigkeitsgrads bringt das mehrfache Ausführen fliegender Galoppwechsel mit sich, wobei der Reiter dann in der Regel eine bestimmte Zahl von Galoppsprüngen zwischen den einzelnen Wechseln einzuhalten versucht. Es gibt dabei Vierer-Wechsel (vier Galoppsprünge zwischen den Wechseln), Dreier- und Zweier-Wechsel, wobei beliebige andere Zahlen ebenso möglich sind. Der Galoppwechsel bei jedem Galoppsprung, auch Wechsel à tempo oder Einerwechsel genannt, wird unterschiedlich bewertet. Auf anspruchsvollen Dressurprüfungen und auch an der Spanischen Hofreitschule (seit Alois Podhajsky) werden Einerwechsel geritten, während sie nach klassischer Lehrmeinung eher eine neu zu erlernende, künstliche Gangart darstellen. Einerwechsel werden, wenn auch nur Hin-Her, also lediglich zwei Wechsel, auch bei freilaufenden Pferden beobachtet.
Es ist möglich, Pferden die Einerwechsel so beizubringen, dass sie mehr als 10 Minuten am Stück fliegende Einerwechsel springen können.